# Mi hermana Elena (película de 1955)
Mi hermana Elena es una nueva versión de la película homónima de Alexander Hall (1942), en la Quine había participado como actor.
También en los 60, se volvería sobre las dos películas y se creó una serie.
El guion, firmado por Blake Edwards y Robert Quine, se basa en una historia original de Ruth McKenney, desarrollada por Joseph Fields y Jerome Chodorov en el guion de 1942.
Jean-Luc Godard la eligió entre sus diez películas favoritas en la lista que publicó Cahiers du cinema en 1956.

## Argumento
Dos hermanas muy diferentes, una explosiva rubia y una tímida morena, llegan a Nueva York dispuestas a abrirse camino: una como actriz, la otra como escritora.